# Fighton Simukonda
Fighton Simukonda, né le 2 février 1958 à Chingola et mort le 15 février 2016, est un footballeur et entraîneur zambien. Il fait partie de l'équipe des Nkana Red Devils des années 1980, remportant cinq titres de champion, et il est également capitaine de la sélection de Zambie.
En tant qu'entraîneur, il remporte plusieurs titres du championnat de Zambie et est devenu le premier entraîneur à mener un club zambien à la phase de groupes de la Ligue des champions africaine en 2009.

## Carrière de joueur
Fighton Simukonda est né à Chingola, où il commence sa carrière de footballeur au sein de l'équipe de Division II des Mimbula Diggers en tant que défenseur. Il rejoint ensuite le KB Davies FC, une autre équipe de Division II.
En 1980, il est recruté par Vitafoam United, club de Division I, où il côtoie des joueurs comme Ronald Mkandawire, Lackson Chanda, Michael Chabala (en) et Boniface « Killer » Chanda. La saison suivante, Simukonda est le capitaine de Vitafoam et remporte la finale de la Independence Cup (en) 2-1 contre Strike Rovers.
En 1982, le propriétaire de Vitafoam, Abram Mokola, décide de donner à certains joueurs seniors la possibilité d'acquérir des compétences d'entraîneur. Simukonda fait donc partie des cinq joueurs qui sont parrainés pour suivre un stage d'entraîneur en Angleterre en mars de cette année-là. Son excellent jeu défensif attire l'attention des Kitwe Giants, qui le recrutent peu après son retour d'Angleterre. Vitafoam prétend qu'il a rompu son contrat avec eux. Le conflit contractuel l'a tenu à l'écart des terrains pendant près de quatre mois, jusqu'à ce que les deux équipes se mettent d'accord sur une indemnité de transfert.
À peine arrivé à Nkana, l'entraîneur principal Moses Simwala est suspendu et Simukonda prend en charge l'équipe, mais il informe la direction du club que, bien qu'il soit à la hauteur de la tâche, il est encore un joueur actif et Stone Chibwe, le grand joueur de Nkana, est engagé pour tenir l'équipe. Défenseur astucieux qui a mis au point un tacle appelé « système Chitemene », en référence à la méthode de brûlis employée dans le nord de la Zambie, Simukonda remporte son premier titre de champion avec le Nkana, invaincu toute la saison, et gagne quatre autres titres en 1983, 1985, 1986 et 1988.
Lors de la saison 1989, Nkana se qualifie pour la finale de la Heroes and Unity Cup, qui se joue sur son terrain, le Nkana Stadium (en) contre Green Buffaloes le 9 juillet 1989. L'avantage semble injuste, mais les Buffaloes sont à la hauteur et surprennent l'équipe locale 1-0 grâce à un but en fin de match. Une erreur de Simukonda permet à Donald Chandalala de tromper le gardien de Nkana. L'équipe de Nkana est tellement dévastée par la perte de cette finale qu'après avoir récupéré leurs médailles, les joueurs se dirigent directement aux vestiaires. Cela est interprété comme un refus de chanter l'hymne national, et six d'entre eux sont suspendus, dont Simukonda.
Simukonda s'explique après coup : « Nous n'avons pas refusé de chanter l'hymne national, nous avons juste été mal compris. L'estrade était montée près de notre vestiaire et après avoir récupéré nos médailles de perdants, nous sommes allés directement au vestiaire pour pleurer notre frustration, ce qui a été interprété par les autorités comme un refus de chanter l'hymne national ».
Alors qu'il purge encore sa suspension, Simukonda quitte le pays pour jouer en Afrique du Sud, devenant ainsi le troisième joueur zambien après Albert Bwalya et John Mwanza à jouer dans le pays ostracisé en raison de l'apartheid, ce qui signifie également qu'il n'avait pas besoin d'une autorisation internationale. Il joue pour Jomo Cosmos pendant deux ans, puis rejoint Blackpool (en) où il reste une saison avanat de rejoindre les Dangerous Darkies (en), basés à Nelspruit, pour lesquels il a joué une saison avant de mettre un terme à sa carrière de joueur.

## Équipe nationale
Fighton Simukonda fait ses débuts en équipe nationale en octobre 1983 lors d'un match de qualification pour les Jeux olympiques contre l'Égypte à Lusaka, que la Zambie remporte 1-0 grâce à un but de Peter Kaumba. Dès lors, il devient titulaire dans la défense zambienne et fait partie de l'équipe qui remporte la première Coupe CECAFA de l'histoire du pays en Ouganda en 1984 sous la direction de Brightwell Banda (en).
Il fait partie de l'équipe zambienne qui bat le Cameroun 4-1 lors d'un match de qualification pour la Coupe du monde 1986 à Lusaka en avril 1985, mais ne participe pas au match retour, Banda préférant une paire de défenseurs centraux composée de Jones Chilengi et John « Butcher » Mwanza, qui tient bon lors d'un match nul 1-1.
Il n'est pas retenu en équipe de Zambie pour la CAN 1986 mais fait son retour en décembre de la même année en étant capitaine pour une victoire 1-0 sur l'Angola pour soulever le trophée du MPLA à Luanda. Il reste capitaine lorsque Samuel Ndhlovu devient sélectionneur l'année suivante et fait partie de l'équipe zambienne qui remporte une victoire 2-1 sur l'ensemble des deux matchs contre le Ghana pour se qualifier pour les Jeux olympiques de 1988.
La suspension de la Zambie pour avoir refusé d'organiser la phase finale de la CAN 1988 fait manquer à Simukonda un autre tournoi et, à l'approche des Jeux olympiques, la paire de défenseurs centraux composée de Simukonda et d'Ashols Melu est critiquée, en particulier lorsque la Zambie est battue 4-0 par la Corée du Sud lors du tournoi de la Presidents Cup. Simukonda n'est pas retenu pour le match couperet de la Zambie contre l'équipe italienne des - de 21 ans. Le match contre la Corée du Sud s'avère être son dernier match pour son pays, ce qui signifie qu'il ne participera pas à un autre tournoi majeur.

## Carrière d'entraîneur
Fighton Simukonda prend ses fonctions d'entraîneur des Darkies en 1992 grâce à la formation qu'il avait reçue dix ans auparavant. Il entre dans l'histoire en prenant en charge une partie de la saison 1992 des Darkies, ne parvenant à remporter qu'une seule victoire en 42 matchs, encaissant 122 buts, ce qui lui vaut le titre de pire entraîneur de l'histoire du football sud-africain.
Son licenciement des Darkies coïncide avec la réadmission de l'Afrique du Sud au sein de la communauté internationale. Simukonda retourne donc en Zambie en 1992 et rejoint Roan United en tant qu'adjoint de Fordson Kabole, l'homme que Simukonda décrit comme son mentor. Lorsque Kabole quitte Roan la saison suivante pour rejoindre les Kabwe Warriors, Simukonda prend la tête de l'équipe. Roan s'incline de manière litigieuse face à Mufulira Wanderers 4-0 lors de la finale 1994 de la BP Top 8 Cup après avoir encaissé ce qui semblait être deux buts hors-jeu, mais ils remportent la Mosi Cup (en) et terminent à la quatrième place du classement. Il venge la défaite de Roan contre les Wanderers en battant l'équipe de Mufulira 3-0 lors de la finale du BP Top 8 de l'année suivante et regagne la Mosi Cup (en) en 1996.
Il est l'un des entraîneurs adjoints de la sélection zambienne lors de la CAN 1998, où la Zambie est éliminée au premier tour. Il prend en charge la Zambie en tant qu'intérimaire en 1998 et conserve la Coupe COSAFA, mais se retire lorsque la Zambie fait son premier match nul lors des éliminatoires de la CAN 2000, 1–1 contre la République démocratique du Congo à Lusaka.
Après un début de saison 1999 en demi-teinte, il se voit imposer un ultimatum de quatre matchs pour commencer à gagner, à commencer par le neuvième match de championnat de Roan, qui se solde par un match nul et laisse Roan à la neuvième place du classement avec trois victoires, trois défaites et deux matchs nuls. Cette situation incite la direction à résilier le contrat et à le remplacer par Paul Mulenga.
Deux mois plus tard, Fighton Simukonda rejoint les Konkola Blades à Chililabombwe, dont l'entraîneur Benjamin Bwalya (en) est décédé en février. En juin 2000, le sélectionneur zambien Jan Brouwer (en) voit Blades éliminer Nchanga Rangers en demi-finale de la BP Top 8, 1-0, et fait immédiatement appel aux services de Simukonda, déclarant que le type de jeu pratiqué par Blades est celui que l'on attend de l'équipe nationale, et qu'il regrette que la performance de l'équipe nationale soit loin d'être à la hauteur de la supériorité des Blades.
Les Blades perdent la finale contre Nkana, 6–1, et en 2002, Simukonda refuse la possibilité d'entraîner les Warriors, où il aurait eu l'occasion de travailler avec certains des plus grands noms du championnat pour rester au stade Konkola, malgré la perte de six joueurs-clés, dont le capitaine Kunda Mushota, John Munkonje, Aaron Kale et l'international Vincent Mangamu. « Je dois montrer de quoi je suis capable. J'ai déjà vécu cela à Roan », déclare-t-il.
Après avoir terminé plusieurs fois en milieu de tableau, le style de jeu de Blades contraint Zanaco à l'attirer dans la capitale en janvier 2004 pour un contrat de deux ans. Son départ est déploré par le président des Blades, Remmy Ngosa, qui déclare : « C'est un bon entraîneur. Ses services vont beaucoup nous manquer ».
Simukonda remporte deux titres de champion consécutifs avec Zanaco en 2005 et 2006 et gagne le prix d'entraîneur de l'année, mais lorsque Zanaco ne réussit pas à remporter un troisième titre consécutif, le club se passe des services de Simukonda, et City of Lusaka l'embauche en 2007. Il est entraîneur adjoint de Patrick Phiri à la  CAN 2008, avant de rejoindre Lusaka Dynamos et de faire disparaître les fantômes de la finale de 2000 en remportant le premier trophée de l'histoire du club, la BP Top 8 Cup en 2008, grâce à une victoire 1-0 sur ZESCO United. Il devient le premier entraîneur à mener un club zambien en phase de groupes de la Ligue des champions de la CAF après une victoire 2-1 sur le club malien de Djoliba à Ndola après un match nul et vierge à l'aller À la fin de la saison, il est récompensé du titre d'entraîneur de l'année.
Il remporte le titre de champion l'année suivante et est récompensé par un nouveau contrat de trois ans en février 2011 et par un nouveau titre d'entraîneur de l'année, mais il est limogé en juillet alors que ZESCO ne se classe que septième avec 21 points, neuf points derrière le leader Red Arrows après 13 matchs joués. Le président Kenneth Muteto souligne qu'il ne s'agit pas d'une décision prise du jour au lendemain. « ZESCO a établi des normes dans le football zambien qui doivent être maintenues ». « Sur les 18 points possibles, nous en avons récolté six. Pour une équipe de la stature de ZESCO, ce n'est pas acceptable ».
Neuf jours plus tard, il est nommé entraîneur de Nakambala Leopards de Mazabuka, mais il découvre que le club n'est pas à la hauteur de ses ambitions et il démissionne après un an pour rejoindre Nchanga Rangers pour un contrat de trois ans. Le président des Rangers, Blackwell Siwale, s'est dit très heureux d'avoir pu s'attacher les services d'un entraîneur de premier plan comme Simukonda. « Fighton est un entraîneur réputé, l'un des trois ou quatre meilleurs du pays. Quand on regarde son CV, on attend beaucoup de lui ».
Il conduit les Rangers à la sixième place en 2012 et, après un bon début de saison 2013, les Rangers terminent à la troisième place. Fighton est l'entraîneur adjoint de l'équipe nationale de Zambie dirigée par George Lwandamina.
L'entraîneur des Nchanga Rangers meurt le 15 février 2016 à Chililabombwe, des suites de problèmes de diabète.

## Palmarès

### Palmarès en club
- Champion de Zambie : 1982, 1983, 1985, 1986 and 1988
- Zambian Charity Shield (en) : 1983, 1984, 1985, 1987, 1989
- Independence Cup (en) : 1981 and 1986
- Heinrich Cup/Chibuku Cup/Heroes & Unity Cup :  1983
- Champion of Champions : 1986

### Palmarès en sélection
- Coupe CECAFA : 1984 au Kenya
- Trophée MPLA : 1986 en Angola

### Palmarès en tant qu'entraîneur
- Championnat de Zambie : 2005, 2006 et 2010
- Mosi Cup (en) : 1994, 1996
- BP Top 8 : 1995, 2008
- Coca-Cola Cup : 2004
- Barclays Cup : 2004, 2010
- Charity Shield : 2006, 2011
- Coupe COSAFA : 1998

### Individuel
- Entraîneur zambien de l'année : 2005, 2009 et 2010